# Publiczna Szkoła Podstawowa im. św. Jana Pawła II w Turbi
Publiczna Szkoła Podstawowa im. św. Jana Pawła II w Turbi – szkoła podstawowa w Turbi.

## Historia
Historia szkoły sięga roku 1810, kiedy założono szkołę parafialną, która w 1818 została zamieniona w szkołę trywialną. Następnie od co najmniej 1820 do co najmniej 1842 szkoła nie istniała. Prawdopodobnie jeszcze przed rokiem 1861 szkoła znów została otwarta z inicjatywy proboszcza, była to naprzemienne szkoła parafialna lub gminna. W 1867 szkoła mieściła się w budynku należącym do gminy i była przez nią finansowana. Dopiero w 1889 państwo austriackie przejęło na siebie koszty prowadzania szkoły, tym samym powołano 1-klasową szkołę etatową. W 1899 został otwarty nowy, murowany budynek szkoły. W 1902 szkoła uzyskała status szkoły 2-klasowej. Szkoła działała cały czas z przerwami na działania wojenne. W 1939 dobudowano piętro i salę gimnastyczną. W okresie okupacji w budynku szkoły stacjonował Wermacht, a nauka odbywała się tylko w jednej klasie. 
W latach 70. XX w. zostało dobudowane drugie, ostatnie piętro. 1 września 1999 powołane zostało Publiczne Gimnazjum nr 3 w Turbi, które zajmowało drugie piętro ówczesnego budynku szkoły podstawowej. Ostatnia rozbudowa miała miejsce w 2003. Wybudowano wtedy obiekt sportowy wraz z pełnowymiarową salą gimnastyczną oraz pion klatek schodowych. 19 października 2010 gimnazjum otrzymało imię Jana Pawła II. Kiedy szkoła podstawowa w pobliskiej Obojnej została rozwiązana, to w jej miejsce została powołana szkoła filialna, której szkołą macierzystą była Szkoła Podstawowa w Turbi. W 2012 szkoła filialna została zlikwidowana. 1 września 2015 powołany został Zespół Szkół w Turbi, w którego skład weszło gimnazjum i szkoła podstawowa. 7 grudnia 2017 w budynku po szkole filialnej zostało utworzone Publiczne Przedszkole w Obojnej, które weszło w skład Zespołu Szkół w Turbi. 31 sierpnia 2019 gimnazjum zostało wygaszone, tym samym w zespole szkół pozostały jedynie szkoła podstawowa i przedszkole. 16 października 2019 szkole podstawowej nadane zostało imię Jana Pawła II. 1 września 2022 otwarta została sala gimnastyczna po generalnym remoncie.

## Absolwenci
- Jan Mastalerczyk[potrzebny przypis]
- Lucjan Trela